# Oregonkalmiasläktet
Oregonkalmiasläktet (Kalmiopsis) är ett växtsläkte i familjen ljungväxter med två arter i USA. En art, oregonkalmia (K. leachiana), odlas som trädgårdsväxt i Sverige.
Arter enligt Catalogue of Life:
- Kalmiopsis fragrans
- Kalmiopsis leachiana